# Sons of Liberty

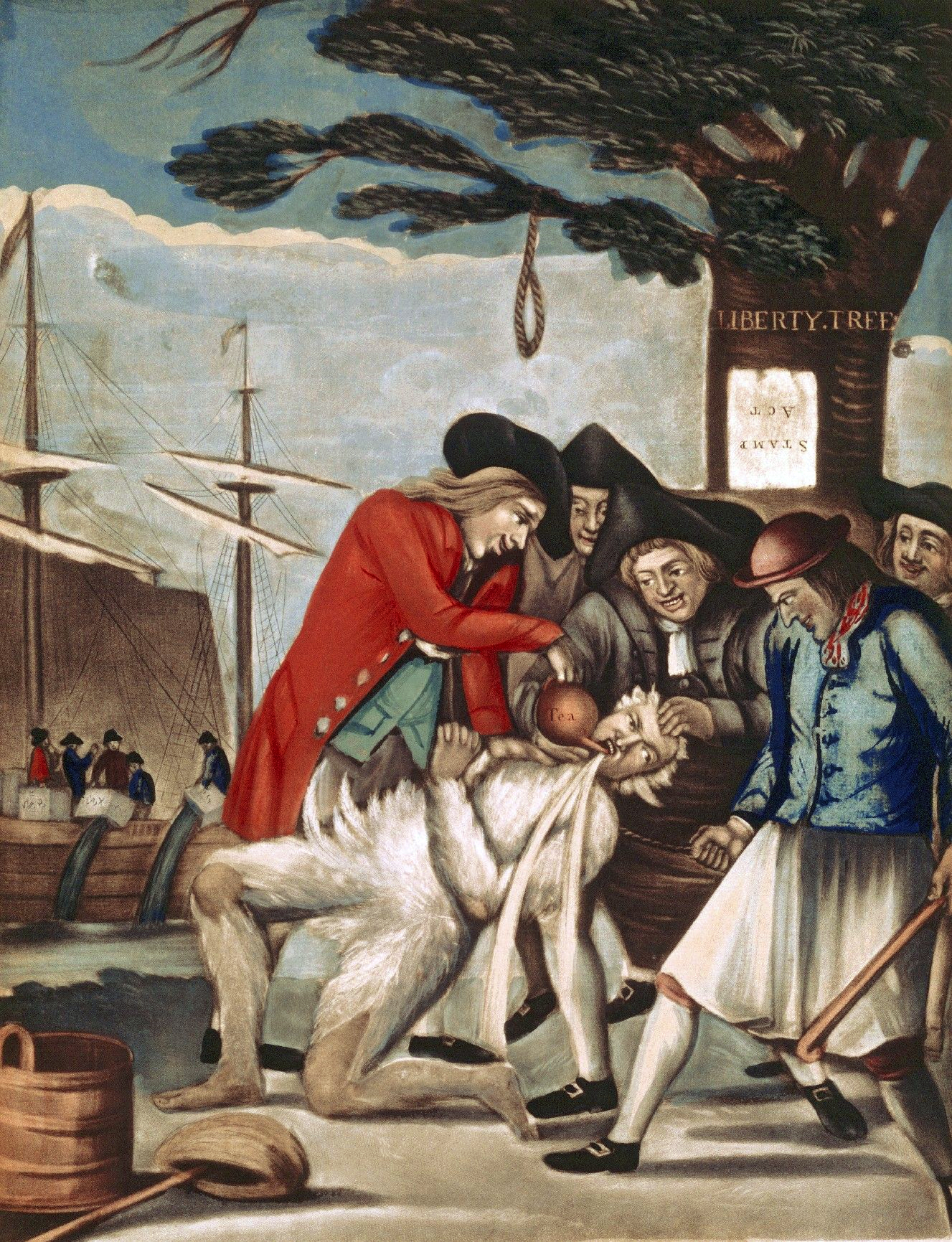
Sons of Liberty (Britisches Plakat)

Sons of Liberty Flag

Spätere Sons of Liberty Flag

Die Sons of Liberty (englisch: „Söhne der Freiheit“) waren eine Gruppe von jungen und enthusiastischen Patrioten in Nordamerika vor der Amerikanischen Revolution. Ihr Ziel war, die Ausführung der Bestimmungen des 1765 unter dem britischen Premierminister George Grenville verabschiedeten Stempelgesetzes in den nordamerikanischen Kolonien mit allen Mitteln, auch Gewalt, zu verhindern. Die Bezeichnung Söhne der Freiheit geht auf den damaligen englischen Parlamentsabgeordneten Isaac Barré zurück, der die Kolonisten so bezeichnete.
Einflussreiche Anführer der kommenden amerikanischen Revolution waren nicht selbst Mitglied der Organisation, unterstützten aber ihre Ziele. Berühmte Mitglieder waren unter anderem Paul Revere, John Adams und sein Cousin Samuel Adams.
Die Söhne der Freiheit protestierten öffentlich gegen die Anwendung des Stempelgesetzes in Boston. Außerdem riefen sie die anderen Kolonien auf, sich ebenfalls dem Stempelgesetz zu verweigern. Der spätere zweite Präsident der Vereinigten Staaten, John Adams, unterstützte die Gruppe sowohl politisch als auch juristisch.
Die Gruppe bildete eine erste wirksame Gegenbewegung gegen das Mutterland Großbritannien. Sie setzte ihren Widerstand auch nach der Aufhebung des Stempelgesetzes im Jahre 1766 fort. Den Höhepunkt des Streits zwischen den 13 Kolonien und ihrem Mutterland Großbritannien bildete die Boston Tea Party, die von einigen Mitgliedern der St. Andrews Lodge, einer Freimaurerloge, ausging, die ebenfalls Angehörige der Sons of Liberty waren. Ein weiteres Ereignis war die Gaspéeaffäre, bei der die Sons of Liberty ein britisches Schiff in Brand setzten.

## Roman
Die „Söhne der Freiheit“ stehen auch im Mittelpunkt des Romans Johnny Tremain. Ein Roman für Alt und Jung (Johnny Tremain. A Novel for Old and Young, 1944) von Esther Forbes. Für die 1957 von Robert Stevenson inszenierte Walt-Disney-Verfilmung dieses Buches schrieben Tom Blackburn und George Bruns zudem den Song The Sons of Liberty.